# Лесуново (Кораблинский район)
Лесуново — село в Кораблинском районе Рязанской области России, входит в состав Пустотинского сельского поселения.

## География
Лесуново находится в северо-восточной части Кораблинского района, в 17 км к северо-востоку от райцентра.
Ближайшие населённые пункты
- село Троица примыкает с севера;
- посёлок Ленинский в 4,8 км к северу по асфальтированной дороге.

## История
В 1743 году в селе Лесунове старанием Петра и Алексея Демидовых была построена деревянная Введенская церковь с приделом в честь св. Алексия. В 1884 году она была возобновлена, значительно расширена вновь освящена.
В XIX — начале XX века село входило в состав Троице-Лесуновской волости Ряжского уезда Рязанской губернии. В 1906 году в селе было 133 двора.
С 1929 года село являлось центром Лесуновского сельсовета Кораблинского района Рязанского округа Московской области, с 1937 года — в составе Рязанской области, с 1957 года — в составе Троцкого сельсовета, с 2005 года — в составе Пустотинского сельского поселения.

## Население
| 1859 | 1897 | 1906  | 2010 |
| ---- | ---- | ----- | ---- |
| 728  | ↗886 | ↗1027 | ↘91  |

## Инфраструктура
Дорожная сеть
Село пересекает автотрасса муниципального значения «Пехлец — Троица — Пустотино»
Уличная сеть
- Соборная улица
- Лесная улица

## Достопримечательности
В селе расположена действующая Церковь Введения во храм Пресвятой Богородицы.